# Nikiforos Diamanduros
Nikiforos P. Diamanduros, gr. Νικηφόρος Π. Διαμαντούρος (ur. 25 czerwca 1942 w Atenach) – grecki politolog i nauczyciel akademicki, w latach 2003–2013 europejski rzecznik praw obywatelskich.

## Życiorys
Studiował na uczelniach amerykańskich – Indiana University (BA 1963) i Columbia University (MA 1965, MPhil 1969, PhD 1972). W latach 1973–1978 pracował na State University of New York i na Columbia University
W latach 1978–1983 pracował w Athens College w Atenach. Od 1983 do 1988 był jednym z dyrektorów programowych w nowojorskim instytucie badawczym Social Science Research Council. W latach 1988–1991 pełnił funkcję dyrektora ateńskiego instytutu zajmującego się kwestiami międzynarodowymi. Również od 1988 zawodowo związany z Uniwersytetem Narodowym w Atenach. W 1993 został profesorem nauk politycznych na tej uczelni. Od 1995 do 1998 przewodniczył instytucji EKKE – krajowemu centrum do spraw badań społecznych. Od 1992 do 1998 stał na czele greckiego towarzystwa politologicznego. W latach 1998–2003 był pierwszym greckim rzecznikiem praw obywatelskich.
W latach 2003–2013 przez dwie kadencje sprawował urząd europejskiego rzecznika praw obywatelskich.
Jest autorem publikacji dotyczących polityki i historii Grecji oraz Europy Południowej.
Odznaczony m.in. Kawalerią Legii Honorowej (Francja, 2014), Krzyżem Oficerskim Orderu Zasługi RP (Polska, 2008), Wielką Komandorią Orderu Feniksa (Grecja, 2004).

## Wybrane publikacje
- Cultural Dualism and Political Change in Postauthoritarian Greece, Ateny: Alexandreia, 2000.
- The Politics of Democratic Consolidation: Southern Europe in Comparative Perspective (współredaktorzy tomu: Richard Gunther, Hans-Jürgen Puhle), Baltimore, MD: The Johns Hopkins University Press, 1995.
- Cultural Dualism and Political Change in Postauthoritarian Greece, Madryt: Centro de Estudios Avanzados en Ciencias Sociales, Instituto Juan March de Estudios e Investigaciones, 1994.